# Exist Trace
Exist Trace (イグジストトレイス, Iguzisuto Toreisu) (estilizado como exist†trace) é uma banda japonesa de rock do movimento visual kei, formada em Tóquio em 2003.
A banda é formada apenas por mulheres, algo pouco comum na cena Visual Kei. Até o momento a banda lançou 9 singles, 9 EPs e 4 álbuns de estúdio. Exist Trace apareceu em 10 álbuns coletivos e em 2 DVDs ao vivo com várias bandas.[carece de fontes?]

## Carreira
A banda foi formada em junho de 2003, quando a vocalista Jyou e baixista Naoto decidiram formar uma banda. Naoto chamou uma amiga de infância, Mally para ser baterista. Miko entrou como guitarrista mais tarde e se tornou líder da banda. Seu primeiro show ao vivo foi em 28 de dezembro. Hai no yuki, a primeira fita demo da banda, foi lançada em fevereiro e distribuída gratuitamente em seus shows ao vivo, assim como a seguinte, Kokumu. Omi entrou em março como segunda guitarrista. Seu primeiro single veio apenas em 2005, intitulado "Ambivalence". Em 2006 se apresentaram no evento especial da sua gravadora Sequence Records no Meguro Rockmaykan, que foi gravado e lançado em DVD. No final do ano, foi lançado seu primeiro EP Annunciation -the heretic elegy- contendo o primeiro videoclipe gravado pela banda. A pré venda esteve disponível em um show no Ikebukuro Cyber em 3 de dezembro. Pouco antes, elas tiveram uma canção incluída no álbum de compilação Summit03. Em 2007 entraram em uma turnê junto com a banda Gemmik e lançaram o single "Liquid".
2008 foi quando Exist Trace começou a fazer shows regularmente e também participou do evento Fool's Fest, porém declararam um hiato em maio. A pausa durou apenas três meses, e logo mais elas anunciaram sua primeira turnê na Europa ao lado do grupo Black:List; tocaram na Finlândia, Alemanha, França e Bélgica em outubro. No mês seguinte lançaram um álbum de compilação, Recreation Eve, com uma faixa inédita. Depois, lançaram o EP Vanguard -of the muses- em abril de 2009, que usou como capa a pintura Ophelia de John Millais. Mais um foi lançado em outubro, intitulado Ambivalent Symphony, mesmo mês que elas se apresentaram no V Rock Festival 09. Em 2010, mais uma turnê europeia foi realizada, dessa vez com Rússia, Finlândia, França, Alemanha, Reino Unido e Holanda. Neste ano, lançaram o single "Knife" e seu primeiro álbum de estúdio, Twin Gate.
O grupo estreou nos EUA na convenção Sakura Con 2011 em Seattle. Em março de 2011 elas se apresentaram no evento Tekkoshocon em Pittsburgh. Em 15 de junho de 2011 lançaram o EP True. Em março de 2013, foram ao Texas para se apresentar na convenção A-Kon. Com sua promoção internacional, abriram o fã clube internacional Archangel Diamond em 2014.
Em 16 de novembro de 2016, lançaram o EP Royal Straight Magic acompanhado de uma turnê com outras bandas de rock, como Band-Maid. Lançaram o EP The Only Garden em 29 de julho de 2020. Em 2022 assinaram com a gravadora britânica Setsuzoku Records, lançando o álbum de compilação Neo Japanese Heroine contendo canções de seus últimos EPs.

## Estilo musical e temas
Exist Trace inicialmente poderia ser descrita como metal melódico, com guturais e gritos da vocalista Jyou em muitas canções, o que contribui para o seu tom escuro. Elas tem adicionado sons mais complexos para as composições, o som de guitarra muitas vezes com distorção pesada e solos virtuosos tecnicamente. As letras são baseadas principalmente em temas góticos, e seu estilo de música tem semelhança com rock gótico. Em trabalho recente, elas têm experimentado diferentes abordagens eletrônicas e melódicas a sua música, como "Ginger" influenciado jazz e o rock-eletrônico de "Diamond".[carece de fontes?]
Miko contou que o nome da banda significa "um traço da existência" e a cruz representa "o fardo da vida", que seria a caminhada em direção à morte. Ela citou Pierrot como sua principal influência e o motivo por qual iniciou uma banda.

## Integrantes
- Jyou (ジョウ) – vocais
- Omi (乙魅) – guitarra rítmica
- Miko (ミコ) – guitarra solo, vocais de apoio, líder[3]
- Naoto (猶人) – baixo
- Mally (マリ) – bateria

## Discografia
| Álbuns - Twin Gate (3 de novembro de 2010) - Virgin (23 de maio de 2012) - World Maker (24 de setembro de 2014) | EPs - Annunciation -The Heretic Elegy- (13 de dezembro de 2006) - Demented Show (9 de setembro de 2007) - Vanguard -Of the Muses- (22 de abril de 2009) - Ambivalent Symphony (21 de outubro de 2009) - True (15 de junho de 2011) - The Last Daybreak (19 de outubro de 2011) - This is Now (16 de março de 2016) - Royal Straight Magic (16 de novembro de 2016) - The Only Garden (29 de julho de 2020) |

| Compilações - Recreation Eve (19 de novembro de 2008) Singles - "Ambivalence" (28 de agosto de 2005) - "Riot" (17 de julho de 2006) - "Funeral Bouquet" (10 de janeiro de 2007) - "Liquid" (18 de julho de 2007) - "Knife" (2 de junho de 2010) - "DIAMOND" (3 de julho de 2013) | Demos - Hai no Yuki (灰ノ雪) (22 de fevereiro de 2004) - Kokumu (黒霧) (1 de julho de 2004) DVDs - Silent Hill 2061125 Pavilion which deer barks (31 de janeiro de 2007) SACRIFICE BABY - 0704272930 (18 de setembro de 2007) Lilin/JUDEA - Visual-kei DVD Magazine vol.4 V-Rock Special (31 de março de 2010) - Just Like a Virgin One Man Show em Shibuya O-WEST (23 de junho de 2012) |